# 馬鳴山 (雲林縣)
馬鳴山，是台灣雲林縣褒忠鄉的一個傳統地域名稱，位於該鄉西南部。相較於今日行政區，其範圍大致包括馬鳴村、新湖村、有才村南部凸出部分。

## 歷史
台灣清治末期至日治初期，馬鳴山地區為一街庄，稱為「馬鳴山庄」，隸屬於布嶼堡。該庄西及西北與同安厝庄為鄰，東北與龍巖庄為鄰，東邊為埔姜崙庄，南邊為月眉庄。
1901年（日治明治三十四年）11月，全台廢縣廳改設二十廳，該庄隸屬於斗六廳。1903年（明治三十六年）6月，該庄編入「埔姜崙區」，隸屬於斗六廳。1909年（明治四十二年）10月，合併二十廳為十二廳，埔姜崙區改隸屬於嘉義廳。1920年（大正九年），全台地方制度大改正，廢十二廳改設五州二廳，該庄改制為「馬鳴山」大字，隸屬於臺南州虎尾郡土庫庄。1943年10月，土庫庄升格為土庫街。
戰後土庫街改制為土庫鎮，隸屬於臺南縣，大字亦改制為里。1946年1月23日，土庫、褒忠分治，本地區改隸屬於新成立的褒忠鄉，里亦改制為村。1950年10月，雲、嘉、南分治，褒忠鄉改隸屬於雲林縣。

## 聚落
本地區發展較早的聚落有馬鳴山、新厝仔、湖頭（芋頭厝）、沙仔藔、六塊藔等，在日治期初期的官方地圖上已有記載。

## 交通
省道台78線即「東西向快速公路－台西古坑線」，是雲林縣境內的東西向快速公路，大致以西微北—東微南走向轉西北微西—東南微東走向經過馬鳴山地區南端。西側最近的交流道是縣道153號交會處的東勢交流道，東側最近的是省道台19線交會處的元長交流道。由此等向西可前往台西並止於省道台61線（西部濱海快速公路）交會處的台西交流道；向東可前往土庫、虎尾、斗南、古坑、高厝林子頭的東側端點（古坑端）並止於國道3號古坑系統交流道；亦可於雲林系統交流道轉接國道1號前往台灣西部南北各地。
縣道158號（中山路、中正路）是台西鄉海口至斗南鎮北勢仔的道路，大致以西南微西—東北微東走向經過本地區東南部邊界外不遠處的月眉東部、埔姜崙西南部，並經過省道台78線（東西向快速公路－台西古坑線）高架橋下。由該道路向西南微西可前往東勢、台西並止於省道台17線路口；向東北微東可前往土庫、虎尾、斗南並止於省道台1線路口。
縣道158甲線（民生路）是台西鄉崙子頂至竹山鎮桶頭的道路，大致以西向東經過本地區北端。由該道路向西可前往東勢北部、台西並止於省道台17線路口（並行的省道台61線高架道路下）；向東可前往土庫、虎尾南端、斗南、古坑、竹山等地。
鄉道雲106線是安南（舊許厝寮）至馬鳴山的道路，其東側端點（終點）位於本地區南部凹入部分西北角的鄉道雲111-1線路口。由此向西北西轉西南西由本地區西部邊界南側出境後，可前往同安厝東南端、同安厝與月眉交界地帶、同安厝西南部、同安厝與下許厝寮交界地帶、下許厝寮並止於縣道153號路口（下許厝寮聚落東南側）。
鄉道雲108線是新埤（應為新坤之誤）至褒忠的道路，大致以西北西—東南東走向到達本地區西部南側第二層凸出部分的西北角後，沿邊界蜿蜒而行，入境後轉南再轉南微東，至馬鳴山聚落北側轉東南東，經鄉道雲111-1線路口後出聚落，至馬公厝大排水溝北側轉南南東過橋梁，至六塊寮（六塊厝）聚落轉東南微東再轉東微北，出聚落後續行以至於本地區東部邊界南側出境。由該道路向西北西可前往同安厝、下許厝寮東北角、下許厝寮與番子寮交界地帶並止於縣道153號路口（新吉莊聚落西南側）。
鄉道雲108-1線是同安（同安厝）至新厝（新厝仔）的道路，其東側端點（終點）位於本地區中部偏西北新厝仔聚落南部的鄉道雲111-1線路口（復興國小東北角）。由此向西北西轉北，至路底轉西北西再轉北北東，至路口轉西北西再轉西北再轉西北西，出聚落後轉北北東再轉西北西，出境後轉北北東再轉西北西再轉西南可前往同安厝並止於鄉道雲108線路口（同安厝聚落東郊）。
鄉道雲110-1線是月眉至媽祖埔的道路，大致以西微南—東微北走向經過本地區最南端。由該道路向西微南經多次轉彎後轉南可前往月眉地區中部的月眉聚落並止於鄉道雲110線路口；向東微北經多次轉彎後轉南南東可前往月眉地區東南部的媽祖埔聚落並止於鄉道雲110線另一路口。
鄉道雲111線（新湖路）是有才（有才寮）至褒忠（埔姜崙）的道路，其西北側端點（起點）位於本地區北端的縣道158甲線路口（有才寮聚落南郊）。由此向南行，至湖頭聚落轉東南微東出境後，可前往褒忠市區（埔姜崙聚落）並止於鄉道雲9線路口。
鄉道雲111-1線是新湖（新湖村湖頭聚落）至復興（呂厝）的道路，其北側端點（起點）位於本地區中部略偏北的鄉道雲111線轉角路口（湖頭聚落南側）。由此向西行，至新厝仔聚落轉南南西，出聚落後過路利潭分線圳道橋梁後轉西南，至馬鳴山聚落經鄉道雲108線路口轉南南西再轉西南西再轉南再轉南微西，經鄉道雲106線終點路口後出聚落並沿邊界地帶而行，出境後經省道台78線（東西向快速公路－台西古坑線）高架橋下可前往月眉地區西南部的復興（呂厝）聚落並止於縣道158號路口。

## 文化與教育
此區域教育機構有雲林縣褒忠鄉復興國民小學。以此區為名的馬鳴山鎮安宮為當地信仰中心。